# Balneario de Santa Cruz de Tenerife
El Balneario de Santa Cruz de Tenerife fue un balneario de la ciudad de Santa Cruz de Tenerife (Canarias, España). Se localiza en la Autovía de San Andrés a la altura de María Jiménez. En esta zona se ha ido ganando terreno al mar por lo que, en la actualidad, no se encuentra junto a la costa.
En las décadas centrales del siglo XX, el balneario de Santa Cruz, rodeado de playas y piscinas, fue el gran punto de encuentro de la ciudad con el mar. Cerró sus puertas definitivamente a principios de los años ochenta. Actualmente, el edificio se encuentra en estado de abandono, a la espera de ser rehabilitado.